# Grendel (historieta)
Grendel es una serie de historietas creada por el estadounidense Matt Wagner. Al principio publicada por Cómico, Wagner trasladó su personaje a Dark Horse. Originalmente era una historieta de temática noir, al estilo de títulos europeos tales como Diabolik, pero fue cambiando hasta convertirse en un estudio sobre la naturaleza de la agresión, según palabras del propio Wagner.

## Cómics publicados en Estados Unidos
- Primer N.º 2 (Matt Wagner) 1982. Cómico: Primera aparición del primer Grendel (Hunter Rose) y Argent.
- Grendel (Vº1) N.º 1-3 (Matt Wagner) 1983-1984. Cómico: Primera serie de Grendel. En los N.º 1 y 2 se relatan los orígenes de Grendel y Argent respectivamente; primera aparición y muerte de Jocasta Rose en el N.º 1; primera aparición de Stacy Palumbo en el n.º 2 y primera aparición y muerte de Barry Palumbo (tío de Stacy Palumbo) en el N.º 2.
  - Grendel Archives (Matt Wagner) mayo del 2007. Dark Horse: Tomo de tapa dura donde se reeditan los primeros cómics de Grendel: Primer N.º 2 y los N.º 1-3 de Grendel (Vº1).
- Mage (Vº1) N.º 6-14 (Matt Wagner y Rich Rankin) 1985-1986. Cómico: Complemento de 5 a 4 páginas donde se narra la trágica muerte del primer Grendel (Hunter Rose).
  - Grendel: Devil By The Deed (Matt Wagner y Rich Rankin) 1986. Cómico: Tomo de tapa blanda donde se reedita el complemento de los N.º 6-14 de Mage (Vº1), portada de Matt Wagner e incluye una introducción de Alan Moore.
  - Grendel: Devil By The Deed (Matt Wagner y Rich Rankin) 1993. Dark Horse: Comic Book donde se reedita el cómic Grendel: Devil By The Deed; con una portada nueva de Matt Wagner, una galería de ilustraciones de Mike Allred, Guy Davis, Kelley Jones, Teddy H. Kristiansen, Jason Pearson, Tim Sale y John K. Snyder III y un epílogo de Matt Wagner. Tuvo una segunda edición en 1997.
    - Grendel: Devil By The Deed (Matt Wagner y Rich Rankin) 2007. Dark Horse: Tomo de tapa dura donde se reedita (con motivo del 25 aniversario del personaje) el cómic Grendel: Devil By The Deed pero esta vez con un color remasterizado de Chris Pitzer. Esta edición contiene una nueva portada de Matt Wagner, un prólogo de este, la introducción de Alan Moore de la edición de Cómico y las portadas de las ediciones de Cómico y Dark Horse.
- Grendel (Vº2) N.º 1-12 (Matt Wagner y los hermanos Pander) 1986-1987. Cómico: Segunda serie de Grendel, a partir de aquí, salvo algunas excepciones, Matt Wagner realizará los guiones y otras personas relizarán los dibujos de la serie. Primera aparición del segundo Grendel (Christine Spar) en el N.º 1 y muerte de esta en el N.º 12, primera aparición de su novio Brian lin Sung y muerte en el N.º 12 de Argent.
  - Grendel: Devil´s legacy (Matt Wagner y los hermanos Pander) 1988. Cómico: Tomo de tapa blanda donde se reditan los N.º 1-12 de Grendel (Vº2).
    - Grendel: Devil´s legacy (Matt Wagner y los hermanos Pander) 2000-2001. Dark Horse: Miniserie de 12 números en formato Comic Book donde se reedita la saga Devil´s legacy con nuevas portadas de Matt Wagner. En 2002 se reedita en tomo de tapa blanda.
- Grendel (Vº2) N.º 13-15 (Matt Wagner y Bernie Mireault) 1987. Cómico: Brian lin Sung se convierte en el tercer Grendel, muere en el N.º 15. 
  - Grendel: Devil´s Inside (Matt Wagner y Bernie Mireault) 1989. Cómico: Tomo de tapa blanda donde se reedita los N.º 13-15 de Grendel (Vº2)
    - Grendel: Devil´s Inside (Matt Wagner y Bernie Mireault) 2001. Dark Horse: Miniserie de 3 números donde se reedita la saga Devil´s Inside con nuevas portadas de Matt Wagner. En 2004 se reedita en tomo de tapa blanda.
- Grendel (Vº2) N.º 16-19 (Matt Wagner) 1988. Cómico: Primera vez, y única, que Matt Wagner realiza los dibujos a esta serie. Vuelve en estos números, temporalmente, el primer Grendel (Hunter Rose). 
  - Grendel Classics: Devil Tracks, Devil Eyes (Matt Wagner) 1995. Dark Horse: Miniserie de 2 números donde se reeditan los N.º 16-19 de Grendel (Vº2) con nuevas portadas de Matt Wagner.
    - Grendel: Devil Tales (Matt Wagner) 1999. Dark Horse: Tomo de tapa blanda donde se reedita la miniserie de 2 números Grendel Classics.
- Grendel (Vº2) N.º 20-22 (Matt Wagner, Hannibal King y Tim Sale) 1988. Cómico: Historias autoconclusivas que no tienen relación ninguna con otra, son las únicas historias que no se han reeditado en ningún recopilatorio.
- Grendel (Vº2) N.º 23-33 (Matt Wagner, Tim Sale, Jay Geldhof y otros) 1988-1989. Cómico: El N.º 23 es una historia autoconclusiva. Del N.º 24-33 transcurre la saga God and The Devil donde aparece un nuevo Grendel (Eppy Thatcher).
  - Grendel: God And The Devil (Matt Wagner, Tim Sale, Jay Geldhof y otros) 2003. Dark Horse: Miniserie de 10 números donde se reeditan los N.º 24-33 de Grendel (Vº2) esta miniserie tiene un N.º 0 especial donde se reedita el N.º 23. En 2008 seha reeditado un tomo de esta miniserie.
- Grendel (Vº2) N.º 34-40 (Matt Wagner, Tim Sale) 1989-1990. Cómico: Los últimos números de la serie de Grendel publicados por Cómico.
  - Grendel: Devil's Reign (Matt Wagner, Tim Sale) 2004. Dark Horse: Miniserie de 7 números donde se reeditan los N.º 34-40 de Grendel (Vº2). En febrero del 2009 se ha editado la miniserie en tomo.

## Cómics publicados en España
Publicado por Ediciones Zinco
- Batman/Grendel: El acertijo del diablo, La máscara del diablo (Matt Wagner) 1994. Miniserie de 2 números donde Grendel (Hunter Rose) se encuentra con Batman.

Publicado por Planeta Deagostini (bajo el sello de World Comics)
- Grendel Tales: Cuatro Demonios, Un Infierno (James Robinson y Teddy H. Kristiansen) II/1996. Edición Española del tomo Americano Grendel Tales: Four Devils, One Hell.
- Colección Prestigio N.º 11 Grendel: Acto Diabólico (Matt Wagner y Rich Rankin) I/1997. Edición Española del Comic Book Americano Grendel: The Devil By The Deed.
- Grendel: War Child (Matt Wagner y Patrick McEown) 1998-1999. Serie limitada de 10 números donde se reedita la serie limitada Grendel: War Child.
- Grendel Tales: Guerra de Clanes (Darko Macan y Edvin Biukovic) V/1999. Edición Española del tomo Americano Grendel Tales: Devils and Deaths.
- Grendel Tales: El Diablo Entre Nosotros (Steve Seagle y Paul Grist) X/1999. Edición Española del tomo Americano Grendel Tales: The Devil In Our Mist.
- Batman/Grendel (Matt Wagner) 2007. Edición Española del Tomo Americano Batman/Grendel.

Publicado por Norma Editorial
- Grendel/Batman: Los Huesos Del Diablo (Matt Wagner) 1998. Miniserie de 2 tomos donde se reedita la miniserie Grendel/Batman: Devil´s Bones.

Publicado por la editorial Aisteberri
- Grendel: Negro, Blanco y Rojo (Varios Autores) XI/2001-II/2002. Miniserie de 3 tomos donde se reedita la miniserie de 4 números Grendel: Black, White and Red.
- Grendel: La Hija Del Diablo (Diana Shutz y Tim Sale) 2003. Tomo de tapa blanda, edición española de la miniserie de 2 números Grendel: Devil´s Child.

Pulicado por Recerca Editorial
- Grendel: Rojo, Blanco y Negro (Varios Autores) XII/2006. Edición española del tomo americano Grendel: Red, White and Black.